# Route I/57 (Slovaquie)
Pour les articles homonymes, voir I57 et Route 57.
La I/57 (en slovaque : cesta I. triedy 57) est une route slovaque de première catégorie reliant la frontière tchèque à Dubnica nad Váhom. Elle mesure 12 km.

## Tracé
- République tchèque 57
- Région de Trenčín
  - Horné Srnie
  - Nemšová
  - Dubnica nad Váhom